# Fiesta online
Fiesta Online er et gratis MMORPG, produceret af Ons On Soft, og udgivet 7. november 2007. Spillet er i stil med andre klassiske MMORPGer, så som World of Warcraft og MapleStory.

## Spilforløb
I starten gælder det om at slå monstre kaldet "Slimes" ihjel. Man stiger derefter et niveau ved hjælp af EXP, som man får ved hjælp af udføre "quests", samt ved at dræbe monstre. Man kan dog først begynde på "quester"", når man er kommet til et vist niveau.
Når man når niveau 6 kan man få udstyr, der beskytter mod monstre og efter at være nået niveau 8, kan man få et nyt våben uanset job. Man mister EXP fra og med niveau 10, hvis man dør.

### Jobs
Man skal vælge nogle jobs fra starten af, og det kræver ikke noget på forhånd at få et job.
- Warrior (Kriger)

Disse kæmpere er frygtløse, og har en god blanding af styrke, liv og defence man opnår mest damage hvis man bruger en økse men hvis man bruger en økse har man ikke så god defence som hvis man bruger 1 håndet sværd og skjold
- Mage (Magiker)

Magikere er bedst til Magical damage og defence men ikke så gode til normal damage og defence
- Archer (Bueskytte)

Disse kæmpere er ikke særlig stærke, men er rigtig gode til at håndtere en bue. så kan de også en del poison angreb
- Cleric

Deres primære formål er at heale de andre. de kan dog også være stærke men de er bedst til at heale